# Vaszíliosz Pszáhosz
Vaszíliosz Pszáhosz (Βασίλειος Ψάχος Görögország, 1877. – ?) az 1906-os nem hivatalos olimpiai játékokon ezüstérmet nyert görög kötélhúzó.
Az 1906. évi nyári olimpiai játékokon indult kötélhúzásban. Egyenes kieséses volt a verseny. Az első körben megverték a svédeket, majd a döntőben kikaptak a németektől.
Testvére, Jeórjiosz Pszáhosz szintén a csapat tagja volt.